# British Hard Court Championships 1995
Il British Hard Court Championships è stato un torneo di tennis giocato sulla terra rossa. È stata la 15ª edizione del torneo, che faceva parte della categoria Tier IV nell'ambito del WTA Tour 1995. Si è giocato al West Hants Tennis Club di Bournemouth in Gran Bretagna, dal 15 al 20 maggio 1995.

## Campionesse

### Singolare femminile
Ludmila Richterová ha battuto in finale  Patricia Hy-Boulais con il punteggio di 6–7, 6–4, 6–3

### Doppio femminile
Mariaan de Swardt /  Ruxandra Dragomir hanno battuto in finale  Kerry-Anne Guse /  Patricia Hy-Boulais con il punteggio di 6–3, 7–5